# Bradyrhizobium ganzhouense
Bradyrhizobium ganzhouense (лат.) — вид азотфиксирующей бактерий из рода Bradyrhizobium, которая была изолированна из корневых клубеньков Acacia melanoxylon выращенных в городе Ганьчжоу (провинция Цзянси, Китай). Устойчив к антибиотикам эритромицину, канамицину, сульфату неомицина, стрептомицину, хлорамфениколу, гентамицину и тотомицину. Близок к Bradyrhizobium rifense.